# Cyclops gracilis
Cyclops gracilis är en kräftdjursart som beskrevs av Wilhelm Lilljeborg 1853. I den svenska databasen Dyntaxa används istället namnet Metacyclops gracilis. Enligt Catalogue of Life ingår Cyclops gracilis i släktet Cyclops och familjen Cyclopidae, men enligt Dyntaxa är tillhörigheten istället släktet Metacyclops och familjen Cyclopidae. Arten är reproducerande i Sverige. Inga underarter finns listade i Catalogue of Life.